# Lewis and Clark County
Lewis and Clark County is een county in de Amerikaanse staat Montana.
De county heeft een landoppervlakte van 8.964 km² en telt 55.716 inwoners (volkstelling 2000). De hoofdplaats is Helena.